# Perapion
Genre
Perapion est un genre d'insectes de l'ordre des coléoptères, de la super-famille des Curculionoidea et de la famille des Brentidae (anciennement des Apionidae).

## Liste des espèces rencontrées en Europe
- Perapion (Eroosapion) lemoroi (C. Brisout 1880)
- Perapion (Hemiperapion) jacobsoni (Wagner 1910)
- Perapion (Perapion) affine (W. Kirby 1808)
- Perapion (Perapion) connexum (Schilsky 1902)
- Perapion (Perapion) curtirostre (Germar 1817)
- Perapion (Perapion) hydrolapathi (Marsham 1802)
- Perapion (Perapion) ilvense (Wagner 1905)
- Perapion (Perapion) marchicum (Herbst 1797)
- Perapion (Perapion) neofallax (Warner 1958)
- Perapion (Perapion) oblongum (Gyllenhal 1839)
- Perapion (Perapion) subviolaceum (Desbrochers 1908)
- Perapion (Perapion) violaceum (W. Kirby 1808)
  - Perapion (Perapion) violaceum lopezi (Hoffmann 1957)
  - Perapion (Perapion) violaceum violaceum (W. Kirby 1808)